# فيليب دي تشاوفيرون
فيليب دي تشاوفيرون (بالفرنسية: Philippe de Chauveron) (و. 1965  م) هو مخرج أفلام، وكاتب سيناريو فرنسي، ولد في الدائرة السادسة عشرة في باريس.

## التعليم
تعلم في مدرسة كارنو ‏
.
تخرج من المدرسة العليا للدراسات السينيمائية سنة 1986

## وصلات خارجية
- فيليب دي تشاوفيرون على موقع IMDb (الإنجليزية)
- فيليب دي تشاوفيرون على موقع قاعدة بيانات الأفلام العربية
- فيليب دي تشاوفيرون على موقع ألو سيني (الفرنسية)
- فيليب دي تشاوفيرون على موقع أول موفي (الإنجليزية)
- فيليب دي تشاوفيرون على موقع قاعدة بيانات الأفلام السويدية (السويدية)
- فيليب دي تشاوفيرون على موقع قاعدة بيانات الفيلم (الإنجليزية)
- فيليب دي تشاوفيرون على موقع كينوبويسك (الروسية)